# Uropterygius kamar
Uropterygius kamar és una espècie de peix de la família dels murènids i de l'ordre dels anguil·liformes.

## Morfologia
Els mascles poden assolir els 37 cm de longitud total.

## Distribució geogràfica
Es troba a Sud-àfrica, les Illes Marshall i Palau.